# Charinus tronchonii
Charinus tronchonii är en spindeldjursart som först beskrevs av Ravelo 1975.  Charinus tronchonii ingår i släktet Charinus och familjen Charinidae. Inga underarter finns listade i Catalogue of Life.